# Matalebreras
Matalebreras – gmina w Hiszpanii, w prowincji Soria, w Kastylii i León, o powierzchni 41,63 km². W 2011 roku gmina liczyła 82 mieszkańców.